# Twycross
Twycross est un petit village et une paroisse civile dans le comté du Leicestershire en Angleterre au Royaume-Uni, sur la route A444.

## Lieux
- Zoo de Twycross
- L'église de Twycross a été reproduite dans le jeu Banjo-Kazooie (jeu qui été développé par les studios Rare basés à Twycross) dans le niveau du Manoir du monstre malsain.